# 05:22:09:12 Off
05:22:09:12 Off är ett musikalbum av den belgiska EBM-gruppen Front 242. Det utgavs den 2 november 1993.

## Låtförteckning
1. "Animal (Cage)"
2. "Animal (Gate)"
3. "Animal (Guide)"
4. "Modern Angel"
5. "Junkdrome"
6. "Serial Killers Don't Kill Their Girlfriend"
7. "Skin (Fur Coat)"
8. "GenEcide"
9. "Crushed"
10. "offEND"
11. "Animal (Zoo)"
12. "Serial Killers Don't Kill Their Boyfriend"
13. "Happiness (More Angels)"
14. "Crushed (Obscene)"
15. "Melt (Again)"
16. "Speed Angels"